# Hexatoma pieliana
Hexatoma pieliana là một loài ruồi trong họ Limoniidae. Chúng phân bố ở miền Cổ bắc.